# 許經振
許經振（Andrew King Chun Hui，1950年—），出生於香港，僑威集團有限公司創辦人董事長及首席執行官。
相信最為人熟悉是德福花園五屍命案最大插曲，配偶為已故林春麗。
他憑急速變化開創僑威集團，當時經營電子產品，後來才擴展印刷業務，成為印刷行業一分子。他把一手創立企業，成功在1998年6月23日在香港交易所主板上市。

## 外部連結
- 僑威集團董事局主席許經振（香港印刷業商會PDF檔案） （页面存档备份，存于）
- 財經人物素描 許經振中國香煙包裝專家 蘋果日報